# Tommy Sparks
Tommy Sparks (* 7. Februar 1986 in Göteborg, eigentlich Daniel Lindegren) ist ein schwedischer Pop-/Alternative-Musiker und Songwriter. Er ist bekannt für seinen Song She's Got Me Dancing, der in verschiedenen Werbespots im Fernsehen, unter anderem für Apple, und im Soundtrack von FIFA 10 verwendet wurde.

## Leben und Wirken
Sein erstes und bisher einziges Album Tommy Sparks wurde am 11. Mai 2009 im Vereinigten Königreich vom Plattenlabel Island Records veröffentlicht.
Tommy Sparks lebt in London und ist als Songwriter unter anderem für The Prodigy und Digitalism tätig. Außerdem spielt er Synthesizer und Gitarre in der Solo-Band Kele des Bloc-Party-Sängers Kele Okereke.

## Diskografie
Alben
- 2009: Tommy Sparks

Singles
- 2009: I'm a Rope
- 2009: She's Got Me Dancing
- 2009: Miracle